# Symfonie nr. 3 (Mozart)
Symfonie nr. 3 in Es majeur, KV 18 is een symfonie, waarvan men eerste dacht dat Wolfgang Amadeus Mozart ze geschreven had. Nu wordt Karl Friedrich Abel als de schrijver van het stuk gezien.

## Orkestratie
De symfonie is geschreven voor:
- Twee Klarinetten (bij Abel 2 hobo’s, Fagot).
- Twee Hoorns in Es.
- Twee violen, altviool, cello, contrabas.

## Delen
De symfonie bestaat uit drie delen:
1. Molto Allegro, 4/4
2. Andante, 2/4
3. Presto, 3/8